# Bladel
Bladel és un municipi de la província del Brabant del Nord, al sud dels Països Baixos. L'1 de gener del 2009 tenia 19.118 habitants repartits sobre una superfície de 75,71 km² (dels quals 0,29 km² corresponen a aigua). Limita al nord amb Oirschot, a l'oest amb Reusel-De Mierden, a l'est amb Eersel i al sud amb Mol i Bergeijk.

## Centres de població
- Bladel
- Casteren
- Hapert
- Hoogeloon
- Netersel

## Ajuntament
- CDA 4 regidors
- PvdA 3 regidors
- Bladel Transparant 3 regidors
- VVD 2 regidors
- Vrije Hapertse Partij 2 regidors
- GroenLinks 1 regidor
- Algemeen Belang 1 regidor
- Fractie Hoogeloon 1 regidor